# Людвиново (озеро)
Людвино́во (бел. Людзвіно́ва) — озеро в Браславском районе Витебской области Белоруссии. Относится к бассейну реки Дрисвята.

## Описание
Озеро Людвиново располагается в 25 км к западу от города Браслав, в 2 км к западу от деревни Мартинковичи. Неподалёку находится пограничный знак Людвиново, названный в честь озера и отмечающий стык границ Белоруссии, Латвии и Литвы.
Площадь зеркала составляет 0,17 км². Длина — 0,51 км, наибольшая ширина — 0,38 км. Длина береговой линии — 1,6 км.
Котловина овальной формы, слегка вытянутая с запада на восток. Склоны котловины высотой до 5 м, пологие, покрытые кустарником, на западе и востоке невыраженные. Берега невысокие, поросшие лесом и кустарником, на востоке местами заболоченные. Озеро окружено заболоченной поймой шириной до 50 м.
В озеро Людвиново впадает несколько ручьёв и вытекает ручей в озеро Чаймушка, находящееся на территории Литвы.
Ихтиофауну представляют карась, линь, щука, лещ, плотва, окунь, уклейка, ёрш. Организовано платное любительское рыболовство. Разрешена подводная охота в светлое время суток.